# IC 3225
IC 3225 — галактика типу Sd () у сузір'ї Діва.
Цей об'єкт міститься в оригінальній редакції індексного каталогу.